# ニコラ・プヌトー
ニコラ・プヌトー（Nicolas Penneteau 、1981年2月28日 - ）は、フランス・ブーシュ＝デュ＝ローヌ県マルセイユ出身の元サッカー選手。現役時代のポジションはゴールキーパー。

## 経歴
1998年にSCバスティアでプロデビューし、2001-02シーズンから正GKになる。2005年にクラブはリーグ・ドゥに降格したが、2006年までプレー。その年のオフにヴァランシエンヌFCに移籍した。2014年8月7日、ジュピラー・プロ・リーグのシャルルロワSCに2年契約で加入した。
2000年にU-19フランス代表ではUEFA U-19欧州選手権に優勝しアルゼンチンで開催された2001 FIFAワールドユース選手権に出場。シャルル・イタンジュを抑え正GKとしてプレーした。
2021年7月5日、スタッド・ランスと2023年までの契約を結んだ。

## タイトル
| シーズン | チーム           | タイトル            |
| -------- | ---------------- | ------------------- |
| 2000     | U-19フランス代表 | UEFA U-19欧州選手権 |